# ليو بينهاكر
ليو بينهاكر (بالهولندية: Leo Beenhakker)‏ (02 أغسطس 1942 - 10 أبريل 2025) ، وهو مدرب كرة قدم هولندي، ويدرب حاليا منتخب بولندا لكرة القدم.
وقد درب العديد من الأندية طوال مشواره التدريبي، مثل أياكس أمستردام وفيينورد وريال مدريد وريال سرقسطة، وقد درب أيضا منتخب السعودية لكرة القدم ومنتخب هولندا لكرة القدم، وقد قاد منتخب ترينداد وتوباغو لكرة القدم إلى نهائيات كأس العالم 2006 لكرة القدم لأول مرة في تاريخه، وقادهم إلى تحقيق نتيجة إيجابية بعد أن تعادل سلبيا مع منتخب السويد لكرة القدم، وقد سبب إزعاجا لمنتخب إنجلترا لكرة القدم.
ومنذ عام 2000 وحتى عام 2003 كان بينهاكر من أعضاء الجهاز الفني في نادي أياكس أمستردام، وفي هذه الفترة طرد المدرب كو أدريانس ووضع مكانه رونالد كويمان. ولأنه كان شهيرًا في الكرة الإسبانية، فقد سُمي «دون ليو» أي السيد ليو. وفي 11 يوليو 2006 أصبح بينهاكر مدربا لمنتخب بولندا لكرة القدم.

## روابط خارجية
- ليو بينهاكر على موقع اتحاد تركيا (مدرب) (الإنجليزية)
- ليو بينهاكر على موقع قاعدة بيانات كرة القدم.إي يو (الإنجليزية)
- ليو بينهاكر على موقع ناشيونال فوتبول تيمز (الإنجليزية)
- ليو بينهاكر على موقع عالم كرة القدم.نت (الإنجليزية)
- ليو بينهاكر على موقع كووورة